# Centro de Estudios Juanramoniano
El Centro de Estudios Juanramoniano es un órgano dependiente de la Fundación Juan Ramón Jiménez. Su objetivo es la catalogación de los fondos propios de la Fundación y los estudios dedicados al poeta; ofrece material y becas para el estudio de su obra; y organiza simposios encuentros y cursos sobre Juan Ramón Jiménez y Zenobia Camprubí.